# Ann Tizia Leitich
Ann Tizia Leitich (* 25. Januar 1891 in Wien als Anna Bertha Leitich; † 3. September 1976 ebenda) war eine österreichische Schriftstellerin, Kunsthistorikerin und Journalistin, die in jungen Jahren in die USA emigrierte und dort ihre journalistische Karriere begann. Unter anderem setzte sich Leitich für die Rechte der Frauen ein.

## Leben

### Wien in der Zwischenkriegszeit
Ann Tizia Leitich wurde als Tochter des Schuldirektors Professor Albert Leitich und der Schauspielerin Emilie Schmidt geboren. Sie wuchs in einer Zeit auf, die stark von politischen Krisen und Kriegen geprägt war: Die österreichische Gesellschaft litt unter den wirtschaftlichen und politischen Folgen des Ersten Weltkriegs (1914–1918). Vor allem der Vertrag von St. Germain, bei dem Österreich unter anderem Südtirol abgeben musste, stand im Mittelpunkt der öffentlichen Kritik. Außerdem war das Land durch das Ende der Habsburgmonarchie in einer starken Umbruchphase.
Trotz einer privilegierten Kindheit war Ann Tizia Leitich im Wien der Zwischenkriegszeit nicht glücklich. Als junge Erwachsene wurde sie auf Wunsch ihrer Familie in der österreichischen Hauptstadt zur Lehrerin ausgebildet, ein Beruf, den sie später jedoch nicht ausübte.

### Amerika
Ann Tizia Leitich empfand die Jahre nach dem Ersten Weltkrieg in Europa als sehr bedrückend, fühlte sich in der österreichischen Gesellschaft nicht wohl und sehnte sich zunehmend nach einem freieren Leben in einem vom Krieg unberührten Land wie etwa den USA. 1921 erlitt die junge Frau einen Nervenzusammenbruch, der sie veranlasste, Österreich den Rücken zu kehren und nach Amerika zu emigrieren, wo, wie sie später schrieb, den Frauen mehr Freiheit gewährt würde als in Europa.
Nach ihrer Ankunft in Chicago meldete sie sich zunächst nicht bei Familie, Verwandten und Freunden und trat eine Stelle als Dienstmädchen an. Anfangs fand Leitich sich in Amerika nur schlecht zurecht und konnte keine Arbeitsstelle finden, die über den Rang eines Haus- bzw. Dienstmädchens hinausging.
Nach einigen Monaten jedoch hatte sie ihre Sprachkenntnisse verbessert und Amerika lieben gelernt, was zahlreiche Schriftstücke aus dieser Zeit beweisen.
Erst zwei Jahre nach ihrer Ausreise aus Österreich erfuhr ihr Wiener Freundes- und Verwandtenkreis von ihrem Aufenthalt in den USA: Im Jahre 1925 wurde sie nebenberuflich USA-Korrespondentin der in Wien erscheinenden überregionalen Tageszeitung Neue Freie Presse. Ihre Artikel, die im Feuilleton dieser und anderer deutschsprachiger Tageszeitungen erschienen, schilderten detailreich und unterhaltsam das damalige Leben in den USA. Besonderen Raum in ihren Schilderungen nahmen die amerikanischen Frauen ein, die damals viel emanzipierter als die europäischen Frauen waren. Ihre facettenreichen und argumentativ begleiteten Schilderungen traten dem stereotypen Bild vom Vamp entgegen, den man damals von der emanzipierten Amerikanerin hatte (Brooke Marie Wright, loc. cit.). Im semiautobiografischen Roman „Ursula entdeckt Amerika“ wird die allmähliche innere Wandlung einer alleine in die USA ausgewanderten Europäerin beschrieben. Einige von Leitichs Zeitungsartikeln sind im Buch „Amerika, du hast es besser“ zusammengefasst. Ab 1923 arbeitete die Journalistin regelmäßig als Korrespondentin für die Neue Freie Presse. In ihren Artikeln wurden Österreicher und Österreicherinnen über die amerikanische Kultur informiert, angereichert durch persönliche Erfahrungen Leitichs in ihrer neuen Heimat. Auch das Thema Feminismus wurde häufig behandelt. Sie übte allerdings ihre Tätigkeit als Kultur- und Auslandskorrespondentin nicht hauptberuflich aus, sondern verfasste ihre Artikel häufig nachts nach ihrer eigentlichen Erwerbstätigkeit – bald auch für andere deutschsprachige Zeitungen wie zum Beispiel die Deutsche Allgemeine Zeitung. Gleichzeitig studierte sie in Des Moines (Iowa) Kunstgeschichte und verfasste mehrere Romane – fiktionale und autobiografische.
1925 nahm Ann Tizia Leitich die amerikanische Staatsbürgerschaft an. Ein Jahr später begann ihre Karriere als Schriftstellerin: 1926 veröffentlichte sie ihr erstes Buch „Amerika, du hast es besser“, das eine Zusammenstellung von verschiedenen Essays beinhaltet.

### Rückkehr nach Wien
Nach vorübergehenden Aufenthalten in Europa (wo sie 1928 Erich von Korningen, einen höheren österreichischen Staatsbeamten, heiratete) kehrte Leitich Anfang der dreißiger Jahre endgültig nach Wien zurück. Hier erschienen viel später noch 4 weitere Romane, die in Amerika handeln. Im Übrigen jedoch befasste sich Leitich fortan mit der Kulturgeschichte Wiens und schrieb außerdem zahlreiche biographische Romane. Das unterhaltsam geschriebene und (für damalige Verhältnisse) reich bebilderte Werk „Verklungenes Wien“ über die Kultur- und Alltagsgeschichte Wiens im 19. Jahrhundert verschaffte ihr zu seiner Zeit (1942) in Wien große Popularität (Heutige kritische Stimmen über das Buch: Nostalgisch; tendenziell antisemitisch.) Später folgte sein Pendant „Vienna gloriosa“ über die Kultur- und Alltagsgeschichte Wiens im 17. und 18. Jahrhundert. Alle in Wien entstandenen Werke Leitichs beruhen auf umfangreichen Recherchen, bei denen sie ihr Ehemann Erich von Korningen, der nach seiner Zwangspensionierung aus rassischen Gründen im Jahre 1938 viel freie Zeit hatte, besonders unterstützte. Leitich und von Korningen bezogen die Lerchenfelder Straße 25 im siebten Wiener Gemeindebezirk. Vermutlich um Leitichs Karriere nicht zu gefährden, war das Paar zeitweise geschieden. Leitich gehörte zu Autorinnen des Bekenntnisbuchs österreichischer Dichter, in dem Hitler bejubelt wurde.
In Wien war Leitich kaum noch für die Medien tätig, sondern arbeitete hauptsächlich als Schriftstellerin und veröffentlichte bis zu ihrem Tod 1976 über 25 Bücher zu Kunst und Kultur, unter anderem „Verklungenes Wien“ aus dem Jahre 1942. In der Originalversion dieses Werkes fanden sich mehrere antisemitische Passagen, die nach 1945 korrigiert wurden.
Für ihre fiktionalen und nicht-fiktionalen Werke erhielt sie 1966 die Ehrenmedaille der Bundeshauptstadt Wien und 1976 das Ehrenkreuz für Wissenschaft und Kunst I. Klasse. Außerdem wurde ihr aufgrund ihrer Verdienste um das Land Österreich der Professorentitel verliehen.
Ann Tizia Leitich starb am 3. September 1976 in Wien und wurde am Zentralfriedhof (Gruppe 12A, Reihe 8, Nummer 12) begraben.

## Auszeichnung
Am 8. Juni 1966 wurde Ann Tizia Leitich vom Bürgermeister der Stadt Wien die Ehrenmedaille der Bundeshauptstadt Wien in Silber verliehen.

## Journalistische Arbeiten

### „Präludien. Damenbrief aus Newyork.“
Einer der ersten und gleichzeitig ein sehr typischer Artikel Ann Tizia Leitichs waren die oben genannten „Präludien. Damenbrief aus Newyork“, der am 12. Oktober 1924 in der Neuen Freien Presse veröffentlicht wurde. Obwohl sie darin ihre Freundin Gabriele namentlich anspricht (was möglicherweise ein rein stilistisches Mittel war), richtet sich der Artikel doch an die Gesamtheit der Leser der Neuen Freien Presse – der damals wohl wichtigsten Zeitung des Wiener Bürgertums. Das Thema des Textes ist die Ähnlichkeit der Europäerinnen und Amerikanerinnen – der gefühlte Gegensatz zwischen den Kulturen sollte damit gemindert werden. So heißt es in den „Präludien. Damenbrief aus Newyork“:
„[…] eine Weile werdet Ihr von uns zu lernen haben, sind wir Euch voraus: in Jugend, in Glauben, in Disziplin, in Freiheit – damit meine ich Gott bewahre nicht die politische und nicht die soziale, aber ich meine eine innere Leichtigkeit, die in das Leben beißen läßt wie in einen Apfel, und die es daher viel gründlicher bezwingt. […]
Und so laß mich dich nur erinnern, wie Eure Frauen schon von hier gelernt haben, in Dingen, die dem schönen Geschlecht teuer und von denen manche äußerlich zwar, jedoch in der Symptomatik ihrer Bedeutung Stichworte sind. Habt Ihr Euch nicht die Haare geschnitten nach dem Beispiel der impulsiven, eigenmächtigen Amerikanerin? Und um die Köstlichkeit der Ephebengestalt, die das Bewußtsein erfrischt mit der Losgelöstheit von aller Evagebundenheit, noch übermütiger zu betonen, macht Ihr ihnen nicht auch die bubenschlanke Linie nach?“
Auch deutete Ann Tizia Leitich in demselben Artikel einen Aufruf zum Feminismus an – mit den Worten:
„Aber wie, Gabriele, steht diese Sache des heiligen Fortschritts im Bezug auf das ewige Spiel und Gegenspiel mit Euren Gefährten, den bitter-süßen Herren der Schöpfung, ohne die das Dasein ja doch wie ein Park ohne Bäume wäre, aber die wir das um Gottes willen nicht wissen lassen dürfen – habt Ihr auch darin schon von der Amerikanerin gelernt?“
Leitich deutet hier ein anderes Partnerschaftsmodell an als das damals übliche. Ein großer Teil dieses Modells beruht auf dem Selbstbewusstsein der Frauen – etwas, das Leitich bei Amerikanerinnen mehr sah als bei Frauen aus Europa.

### „Dorothy predigt den Männern.“
Deutlicher kommen Leitichs feministische Ansichten im Artikel „Dorothy predigt den Männern“ zum Ausdruck, der am 1. April 1926 in der Neuen Freien Presse erschien.
Auch darin wendet sich Ann Tizia Leitich an die österreichischen Frauen, auch dieser Artikel ist in Briefform gehalten. Er beginnt mit den Worten:
„Ich weiß nicht: Soll ich lachen oder mich ärgern, und ich frage mich nur immer: Wie konntet Ihr es so weit kommen lassen?“
Anlass für die provokante Frage Leitichs war der Unwille der österreichischen Männer gegenüber dem Feminismus, der sich in deren Auftritt vor dem Parlament geäußert hatte, wo die Männer gegen das Wahlrecht der Frau lobbyiert hatten. Ann Tizia Leitich schildert in ihrem Artikel den Frauen in Österreich ihre Sicht der Dinge und erklärt, was sie an deren Stelle getan hätte, befände sie sich noch in Wien. Durch die schlüssige Argumentationskette und die rhetorischen Fragen an die männliche Opposition in Sachen Frauenrechte (wie zum Beispiel Bildung, Beruf und Familie) schaffte Ann Tizia Leitich es, gleichzeitig überzeugend und sprühend vor feinem Humor zu schreiben.

### Weitere journalistische Arbeiten
Eine Auswahl an Artikeln von Ann Tizia Leitich, die in der Neuen Freien Presse veröffentlicht wurden:
- „Präludien. Damenbrief aus Newyork.“ Die Neue Freie Presse, 12. Oktober 1924.
- „Ungeharnischte Bemerkungen über die Frauenfrage in Amerika.“ Die Neue Freie Presse, o.A. 1925.
- „Dorothy predigt den Männern.“ Die Neue Freie Presse, 1. April 1926.
- „Newyork empfängt.“ Die Neue Freie Presse, 19. September 1926.
- „Sie wollen nach Newyork? Brief an eine junge Dame.“ Die Neue Freie Presse, o.A. 1927.
- „Kommt das Matriarchat? Die Krise der amerikanischen Familie.“ Die Neue Freie Presse, 25. März 1928.

## Literarische Werke
Neben ihren journalistischen Artikeln veröffentlichte Ann Tizia Leitich bereits in den USA mehrere Romane. Vor allem aber während ihrer Ehe mit Erich Korningen baute Leitich ihre schriftstellerische Profession weiter aus. Während ihre in den USA veröffentlichten Romane unter anderem autobiografisch waren, favorisierte Leitich nach ihrer Rückkehr nach Wien das Thema Kulturgeschichte. Für ihre schriftstellerischen Werke blieb Ann Tizia Leitich bis in die heutige Zeit bekannt, ihre Zeitungsartikel jedoch gerieten weitgehend in Vergessenheit.

### Schwerpunkt Amerika
- „Amerika, du hast es besser“, Wien: Steyrermühl Verlag, 1926. OL 16613277M, LC: 27021177
- „Ursula entdeckt Amerika“, Berlin: Brunnen-Verlag, 1928.
- „König von Eldorado“, Höger Verlag, 1938.
- „Drei in Amerika“, Wien: Amandus Edition, 1946.
- „Unvergleichliche Amonate“, Graz: Querschnitt Verlag, 1947.
- „Begegnung in Chicago“, Wien: Andermann Verlag, 1954.

### Kulturgeschichte Wiens
- „Die Wienerin“, Stuttgart: Franck, 1939. OL 234137M, LC: af 50000105.
- „Wiener Biedermeier“. Kultur, Kunst und Leben der alten Kaiserstadt vom Wiener Kongress bis zum Sturmjahr 1848, Leipzig: Verlag Velhagen und Klasing, 1941. OL 6523819M, LC: 47034078.
- „Verklungenes Wien“. Vom Biedermeier zur Jahrhundertwende, Wien: Wilhelm Andermann Verlag, 1942, ISBN 0-05-348299-9.
- „Vienna gloriosa“. Weltstadt des Barock, Wien: Wilhelm Andermann Verlag, 1947. Wien: Forum Verlag, 1963. OL 6054115M, LC: 49019782.
- „Die spanische Reitschule“, München: Nymphenburger Verlagsbuchhandlung, 1956.
- „Damals in Wien“. Das große Jahrhundert einer Weltstadt 1800–1900 (Zusammengefasste und überarbeitete Version von „Wiener Biedermeier“ und „Verklungenes Wien“), Wien: Forum Verlag, 1957. OL 13960693M.
- „Lippen schweigen – flüstern Geigen“. Ewiger Zauber der Wiener Operette, Wien: Forum Verlag, 1960. OL 22066757M, LC: 61002221.
- „Das süße Wien“. Von Kanditoren und Konditoren, Wien: Hunna, 1964. Wieder aufgelegt als „Wiener Zuckerbäcker“. Eine süße Kulturgeschichte, Wien: Amalthea, 1980, ISBN 3-85002-127-0.

### Biografische Romane
- „Zwölfmal Liebe“. Frauen um Grillparzer, 1948. Wieder aufgelegt als „Genie und Leidenschaft“. Grillparzer und die Frauen, Wien: Speidel, 1965. OL 5641568M, LC: 68072768.
- „Augustissima“. Maria Theresia – Leben und Werk, Wien: Amalthea, 1953. Wieder aufgelegt als „Maria Theresia“, Ullstein, 1990; Tosa, 1995. Japanische Ausgabe 1984[13]
- „Der Kaiser mit dem Granatapfel“. Der Lebensroman Maximilians I., Hamburg: Dulk, 1955; Wien: Speidel, 1966. OL 5574997M, LC: 67085865.
- „Metternich und die Sibylle“. Ein intimer Roman in hochpolitischem Rahmen, Wien: Amalthea, 1960.
- „Premiere in London“. G.F. Händel und seine Zeit, München: Ehrenwirth Verlag, 1962. OL 14788772M.
- „Eine rätselhafte Frau. Madame Recamier und Ihre Freunde“. Hamburg, Wien: Schröder, Speidel, 1967. OL 23205346M, LC: 67026256.
- „Elisabeth von Österreich“. Lausanne: Edition Rencontre, 1971.

### Diverse
- „Amor im Wappen“. Roman aus dem Wien der Kongresszeit, Stuttgart: Franckh, 1940. OL 17303101M.
- „Der Liebeskongress“. Eine Biographie der Liebe, Wien: Buchverlag Neues Österreich, 1950. OL 21986470M.

## Rezeption
Obwohl Ann Tizia Leitich in den letzten Jahrzehnten an Bekanntheit verloren hat, war sie zu Lebzeiten eine geschätzte und populäre Persönlichkeit – unter anderem wegen ihrer Tätigkeit für die Neue Freie Presse, die eine große Leserzahl in der Mittel- und Oberschicht der 1920er Jahre aufweisen konnte. Sie empfing über die Jahre zahlreiche Briefe von begeisterten Lesern, die heute in der Staatsbibliothek in Wien eingesehen werden können.
Auch prominente Persönlichkeiten gehörten zu ihren begeisterten Lesern: So schrieb zum Beispiel der Salzburger Autor Stefan Zweig im Jahr 1925:
„Herzlich möchte ich Ihnen für Ihren Auftrag in der »Neuen Freien Presse« danken – Sie sagen im Grunde das, was ich selbst so sehr empfinde, – [sic!] dass Amerika stark seinen Weg ins Neue geht, während wir hier in Europa unser Altes nicht bewahren, das Neue nicht verdauen können. […] Sie sind drüben – fast beglückwünsche ich Sie dazu! […] Hoffentlich kann ich Sie einmal besuchen […]“. (Leitich Archive Dokumentnr. 1.N.184.520, Brief von Stefan Zweig. 31. März 1925. Wien: Stadt und Landesbibliothek, Handschriftensammlung)
Ein Faktor für Ann Tizia Leitichs Popularität mag die Tatsache gewesen sein, dass sie den Frauen der 1920er Jahre eine neue Sicht auf die Stellung der Frau in der Gesellschaft vertrat: Sie war frei und unabhängig und schaffte es, sich in der amerikanischen Gesellschaft von der Gouvernante zur Journalistin und Autorin hochzuarbeiten. Allein der Fakt, dass sie selbst arbeitete, um ihren Lebensunterhalt zu verdienen, machte sie sicher zu einer besonderen Persönlichkeit, da Berufstätigkeit in der Zwischenkriegszeit noch keineswegs selbstverständlich für Frauen war.
Erstmals entstand eine wissenschaftliche Arbeit über Ann Tizia Leitich in den USA 2004: Marie Brooke Wright schrieb an der Brigham Young University „Ann Tizia Leitich: New Voice, New Woman. Packaging America for Vienna.“ Diese Arbeit dient als ausführlichste Quelle zu Ann Tizia Leitich, da sie sich erstmals auch mit Leitich als Journalistin auseinandersetzt.

### Archive in Wien
- Teilnachlass Ann Tizia Leitich, Wienbibliothek im Rathaus, Handschriftensammlung, ZPH 432 (+591) (PDF; 76 kB)
- Leitich Archiv. Wiener Stadt- und Landesbibliothek, Handschriftensammlung